# Nyah-Gwaheh
Nyah-Gwaheh (Naked Bear), Goli medvjed opisan je kao monstruozno stvorenje ljudožder nalik na ogromnog medvjeda bez krzna i prevelike glave. Njegovo irokeško ime doslovno znači "veliki medvjed". Prema nekim pričama, ovaj monstruozni medvjed je bez dlake jer mu krzno ispada zbog jedenja ljudskog mesa. Goli medvjedi su gotovo nepobjedivi za ljudske napade, ali ih se može ubiti ispaljivanjem strijela u njihove tabane. Neki folkloristi vjeruju da je Goli medvjed možda inspiriran mamutima ili fosilima mastodonta. 
Ostali domorodački nazivi: Nyah-gwaheh, Nia'gwahe:, Nya'kwaehe:h, Niagwahe, Ganiagwaihegowa, Ganiagwaihe, Nya'kwaeheko:wa:h, Niagwaihegowa, Nyah-gwa-ih-heh-go-wah, Hnyagwai'go:wah; Uya'kwaher, Oyahguaharh, Oyalkquoher, Oyalquarkeror, Oyahguaharb; engleski nazivi: Great Bear, Mammoth Bear, Monster Bear, Big Naked Bear, Great Naked Bear, Furless Bear.